# Sepp Gerber
Sepp Gerber (ur. 13 lutego 1989) – szwajcarski narciarz alpejski, złoty medalista mistrzostw świata juniorów.

## Kariera
Po raz pierwszy na arenie międzynarodowej Sepp Gerber  pojawił się 6 grudnia 2004 roku w Laax, gdzie w zawodach Entry League FIS zajął 24. miejsce w gigancie. W 2009 wystartował na mistrzostwach świata juniorów w Garmisch-Partenkirchen, gdzie zdobył złoty medal w kombinacji. W zawodach tych wyprzedził dwóch Włochów: Dominika Parisa oraz Giovanniego Borsottiego. Na tej samej imprezie zajął też między innymi czwarte miejsce w zjeździe, szóste w supergigancie i dwunaste w gigancie. zawodach Pucharu Europy zadebiutował 9 stycznia 2009 roku w Wengen, gdzie zajął 58. miejsce w zjeździe. Pierwsze punkty wywalczył nieco ponad później, 28 stycznia 2010 roku w Les Orres, zajmując osiemnaste miejsce w tej samej konkurencji. Jego najwyższą lokatą było dwunaste miejsce w supergigancie wywalczone 7 stycznia 2011 roku w Wengen. Najlepsze wyniki osiągnął w sezonie 2010/2011, który ukończył na 144. pozycji. Nigdy nie wystąpił w zawodach Pucharu Świata. Nigdy też nie wystartował na igrzyskach olimpijskich ani mistrzostwach świata.

## Osiągnięcia

### Mistrzostwa świata juniorów
| Miejsce | Dzień   | Rok  | Miejscowość            | Konkurencja | Czas biegu  | Strata  | Zwycięzca               |
| ------- | ------- | ---- | ---------------------- | ----------- | ----------- | ------- | ----------------------- |
| 4.      | 4 marca | 2009 | Garmisch-Partenkirchen | Zjazd       | 1:39,06 min | +0,37 s | Andy Plank              |
| 6.      | 4 marca | 2009 | Garmisch-Partenkirchen | Supergigant | 1:16,64 min | +1,20 s | Manuel Kramer           |
| 12.     | 5 marca | 2009 | Garmisch-Partenkirchen | Gigant      | 2:18,49 min | +3,49 s | Alexis Pinturault       |
| 33.     | 6 marca | 2009 | Garmisch-Partenkirchen | Slalom      | 1:20,78 min | +4,19 s | Jesper Riis-Johannessen |
| 1.      | 6 marca | 2009 | Garmisch-Partenkirchen | Kombinacja  | 58,23 pkt   | -       | -                       |

### Puchar Europy

#### Miejsca w klasyfikacji generalnej
- sezon 2009/2010: 175.
- sezon 2010/2011: 144.

#### Miejsca na podium w zawodach
Gerber nigdy nie stanął na podium zawodów PE.